# Gastre (departamento)

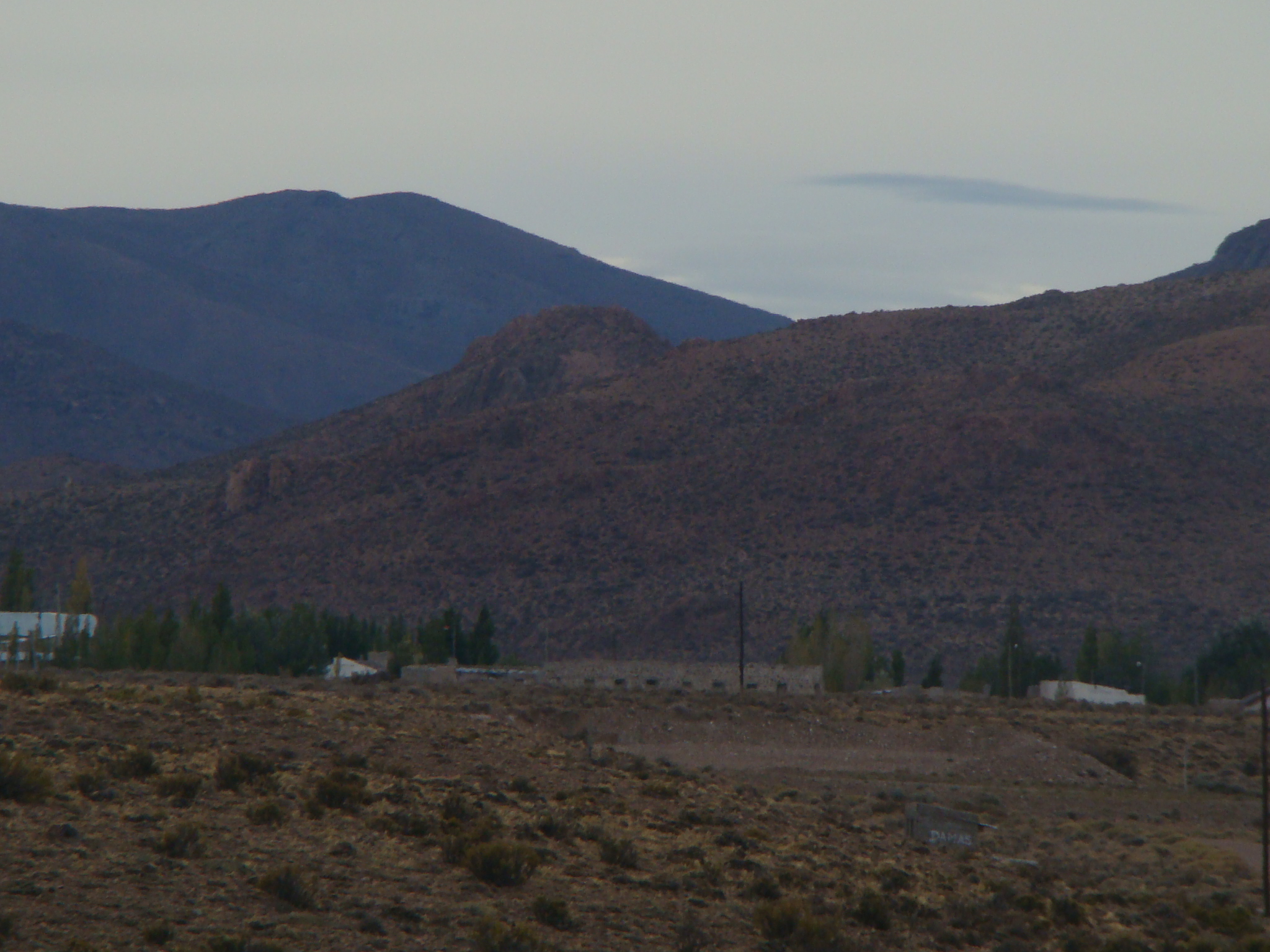
Paisagem na entrada de Gastre, Chubut, Argentina

Gastre é um departamento da Argentina, localizado na província do Chubut.